# Tancul ușor Mk VIII
Tancul ușor Mk VIII (A25), de asemenea cunoscut sub numele de Harry Hopkins, după consilierul diplomatic șef al președintelui Roosevelt, a fost un tanc ușor britanic produs de Vickers-Armstrong în timpul celui de-Al Doilea Război Mondial.Mk VIII a fost mai târziu în linia de tancuri ușoare construite de către companie pentru armata britanică, fiind destinat să fie succesorul tancului ușor precedent proiectat de Vickers-Armstrong, Mk VII Tetrarh.O serie de modificări au fost aduse lui VIII Mk, mai ales creșterea acestuia în lățime, lungime și greutate, mărită fiind grosimea blindajului. Designul tancului a fost prezentat la Oficiul Pentru Război la sfârșitul anului 1941, o comandă inițială pentru 1.000 de modele fiind efectuată de către Consiliul Tancurilor a Oficiului Pentru Război în aceeași lună, un număr care a crescut la 2.410 în luna noiembrie. Producția a început în iunie 1942, imediat începând să apară probleme în fabricarea noului tanc, o serie de modificări trebuind să fie aduse proiectului după plângeri ce au fost făcute de Oficiul Pentru Război și al Societății Vehiculelor de Luptă. Aceste probleme au fost atât de acute încât numai 6 tancuri au fost produse până la jumătatea anului 1943, și doar 100 au fost gata până în sfârșitul lui februarie în 1945.
Până la jumătatea anului 1941, oficialii de la Oficiul Pentru Război și armata britanică au luat decizia ca aceste tancuri ușoare nu mai erau bune pentru a fi utilizate de către Armata Britanică datorită armelor și armurii lor inferioare, precum și slabele lor performanțe în timpul conflictului.În consecință Mk VIII a fost depășit de timp, și în ciuda faptului numărului semnificativ de tancuri produse, nici unul nu a văzut vreodată lupta. Un număr de planuri au fost făcute de Oficiul Pentru Războiu pentru designul și proiectarea acestuia, inclusiv dotarea unităților de cercetare cu el, sau ideea eșuată ce consta în atașarea de aripi tancurilor încât forțele aeropurtate să creadă ce ceea ce era jos ar fi fost un planor; în cele din urmă s-a decis să se predea acele tancuri care au fost construite pentru a Royal Air Force pentru a fi utilizate în aerodromul de apărare.O variantă de Mk VIII a fost proiectată, arma autopropulsată Alecto ce avea montat un obuzier și folosită ca un vehicul aproape de sprijin de către forțele aeriene, însă doar câteva au fost produse vreodată, nici ele nefiind niciodată folosite în luptă.

## Istoricul dezvoltării
VIII Mk a fost tancul ușor proiectat de Vickers-Armstrong a fi succesorul lui Mk VII Tetrarch pentru Armata Britanică. Compania a intenționat ca Mk VIII să fie îmbunătățit față de Mk VIII Tetrarh, mai ales în cazul blindajului.El a avut blindajul mai gros decât Tetrarch, cu carena frontală și blindajul turelei fiind crescut la o grosime de 38 mm (1,5 in) și cel de la armura laterală la 17 milimetri (0,67 in), turela și carena având mai multe suprafețe înclinate decât Tetrarchul pentru a ajuta la devierea proiectilelor . Dimensiunile Tetrarchului au fost crescute la noul model, Mk VIII fiind mai lung cu 0,15 m, mai lat cu 0,38 m, greutatea sa fiind în creștere; aceste modificări au însemnat că tancul nu mai putea fi aer-portabil, astfel fiind prea greu pentru a fi transportat de către planoarele General Aircraft Hamilcar.
Aceeași 12 cilindri ca în Tetrarch au fost montați pe Mk VIII, deși creșterea în greutate înseamnă că viteza maximă a scăzut la 30 de mile pe oră (48 km/h).Armamentul a rămas același ca a Tetrarchului:o  mitralieră și un tun de 40 mm (1,6 in) . Tancul a păstrat, de asemenea, sistemul de rotire neobișnuit utilizat în proiectarea Tetrarchului.Spre deosebire de Tetrarch, sistemul de direcție al lui VIII Mk a fost asistat de putere.
Vickers-Armstrong a prezentat designul lui Mk VIII la Oficiul Pentru Război în septembrie 1941, și în aceeași lună Consiliului Tancurilor al Oficiului Pentru Război a comandat 1000 tancuri, număr ce a crescut în noiembrie la 2410.Consiliul a sperat că producția ar putea începe în iunie 1942, la o rată de aproximativ 100 de tancuri pe lună, care urmează să fie produse de Metro-Cammell, o filială a Vickers-Armstrong. Tancul a avut numărul în caietul de sarcini A25, dându-ise numele de Harry Hopkins . Producția a început în iunie 1942 cum era de așteptat, dar a început imediat să se confrunte cu probleme, acestea nefiind specificate, dar se pare că testarea de prototipuri a Mk VIII oferite de Vickers-Armstrong a ridicat o serie de probleme. Un raport trimis primului-ministru, Winston Churchill, în luna septembrie de la Ministerul de Aprovizionare a declarat că ar exista întârzieri în livrarea tancurilor din cauza unor probleme de dezvoltare, precum și un raport emis de Oficiul Pentru Război, în decembrie a declarat că o serie de modificări ar fi necesară înainte ca producția ar putea fi continuată;sistemului de suspensie din față a fost descris ca necesitând modificări extinse . Probleme au fost încă odată întâlnite în iulie 1943, cu un raport al Societății Vehiculelor de Luptă indicând faptul că defectele grave au fost încă găsite în modelele testate, problemele devenind atât de acute încât studierile lui Mk VIII au fost abandonate mai devreme decât era programat. Până la 31 august 1943 doar șase Mark VIII au fost produse, în comparație cu o cerință de Oficiul Pentru Războiul de 100 de începutul anului. Deși Oficiul Pentru Război persista în menținerea proiectării și a emis o cerință oficial în noiembrie 1943 pentru 750 tancuri care urmează să fie construite, doar aproximativ 100 au fost gata atunci când s-a încheiat oficial în februarie 1945.

## Istoria operațională
Până la jumătatea anului 1941, oficialii de la Oficiul Pentru Război și de la Armată au hotărât în cele din urmă că tancurile ușoare au fost o inecesitate, fiind prea vulnerabile pentru a fi utilizate de către armata britanică mai departe . Acest lucru s-a datorat performanțele slabe ale tancurilor britanice ușoare în timpul Bătălii Pentru Franța, cauzate de un batalion de tancuri destinate să distrugă inamicul au dus să fie utilizate împotriva aliaților germani; accidente care rezultă la gândirea Oficiului Pentru Război de a reproiecta tancul ușor . Rolurile tancului ușor în recunoaștere, de asemenea, au fost găsite pentru a fi mai bine realizate de către autovehicule Scout ce au un echipaj mic și abilități sporite  . În consecință de către faptul în care un număr semnificativ de Mk VIII au fost produse de Metro-Cammell, au devenit deja depășite și nu au mai văzut vreodată lupta.Nu a fost o cerință pentru un număr limitat de tancuri ușoare în cadrul organizației de divizii de blindate britanice, dar acest lucru a fost deja îndeplinit de către americani ce au produstancul ușor M5 Stuart .Un raport emis de politică, în decembrie 1942, a sugerat că ar putea ca tancul să se elibereze la regimente de recunoaștere sau la regimente speciale de tancuri ușoare ce se ocupă cu misiuni specializate. Aceste sugestii au fost discutate și aruncate, în loc decizându-se că aceste tancuri construite ar trebui să fie predate la Royal Air Force pentru a fi utilizate în aeroporturi și la apărarea bazelor aeriene.
VIII Mk a fost de asemenea discutat în termeni de un alt plan cunoscut sub numele de Wing Carrier; în acest niște suprafețe de zbor, cum ar fi aripi, ar fi montate pe Mk VIII, astfel încât acesta ar putea fi tractat de o aeronavă de transport și apoi să alunece în luptă în sprijinirea forțelor aeropurtate. Planul a fost abandonat, însă, doar după ce prototipul s-a prăbușit după ce a decolat.
O singură variantă a VIII Mk a fost proiectată, tunul autopropulsat Alecto.Inițial cunoscută sub numele de Harry Hopkins 1 CS (pentru "Sprijin Închis"), i-a fost în cele din urmă dată numele Alecto, având numărul caietului de sarcini numărul Major A25 E2. Alecto avea montat un obuzier de 95 de milimetri (3,7 in), pe o versiune mai ușoară a șasiului lui Mk VIII, care a avut turela eliminată, astfel încât obuzierele ar putea fi plasate foarte jos în corp, armura fiind redusă la o grosime de la 10 la 4 mm (0.39 - 0.16 in) pentru a reduce greutatea sa, rezultând într-o viteză maximă de 31 mile pe oră (50 km/h) . Alecto a fost conceput pentru a înlocui o jumătate din șoselele pe care cară arme de sprijin, cum ar fi obuziere, care formațiunile britanic aeriene le utilizau în timpul conflictului, fiind dezvoltat pentru prima oară la sfârșitul anului 1942.Acesta folosește un tun de 75 mm echipat pe mașini blindate . Oficiul Pentru Războiul a vrut Alectos 2200, dar numai un număr mic au fost produse vreodată, dintre care niciunul nu a fost folosit; multe au fost transformate în buldozere pentru a fi utilizate de către unitățile Ingineers Royal.